# Andrea Jardi
Andrea Jardi (Tarragona, 13 maart 1990) is een Spaanse voormalig alpineskiester. Ze nam eenmaal deel aan de Olympische Winterspelen, maar behaalde geen medaille. 

## Carrière
Jardi maakte haar wereldbekerdebuut in oktober 2007 tijdens de reuzenslalom in  Sölden. Ze behaalde nooit punten in een wereldbekermanche.
Op de Olympische Winterspelen 2010 in Vancouver nam ze deel aan de slalom, reuzenslalom en de Super G. In geen enkele discipline haalde ze de finish.

## Resultaten

### Titels
Spaans kampioene slalom – 2009

### Wereldkampioenschappen
| Jaar | Plaats                 | Resultaten                                                    |
| ---- | ---------------------- | ------------------------------------------------------------- |
| 2009 | Val d'Isère            | 40e Reuzenslalom                                              |
| 2011 | Garmisch-Partenkirchen | 17e Supercombinatie 32e Reuzenslalom DNF1 slalom DNF1 Super G |

### Olympische Spelen
| Jaar | Plaats    | Resultaten                                 |
| ---- | --------- | ------------------------------------------ |
| 2010 | Vancouver | DNF1 Slalom DNF1 Super G DNF2 Reuzenslalom |